# Hommelorchis
De hommelorchis (Ophrys holoserica) is een Europese orchidee die behoort tot de spiegelorchissen. Het is een plant van grazige kalkhellingen, die ook in België voorkomt.

## Naamgeving en etymologie
- Synoniem: Ophrys fuciflora (Schmidt) Moench, Ophrys arachnites Scop.
- Duits: Hummel-Ragwurz, Hummeltragende Ragwurz
- Engels: Late Spider Orchid
- Frans: Ophrys frelon, Ophrys bourdon

De Nederlandse en wetenschappelijke namen (fucus = valse hommel) slaan op de vorm van de lip, die enigszins op een hommel lijkt.

## Kenmerken

### Plant
De hommelorchis is een vaste plant die elk jaar opnieuw een bloemstengel vormt. De plant wordt 15 tot 40 cm hoog, maar maakt een forse indruk. Een bloemstengel kan tot een tiental bloemen dragen, maar op voedselarme hellingen zijn er meestal niet meer dan vier per stengel.

### Bladeren
De bladeren vormen een bladrozet dat reeds in de winter boven de grond komt. Op de bloeistengel komen nog één of twee opstaande stengelbladeren voor. De bladeren zijn klein, breed-lancetvormig met parallelle nerven.

### Bloemen

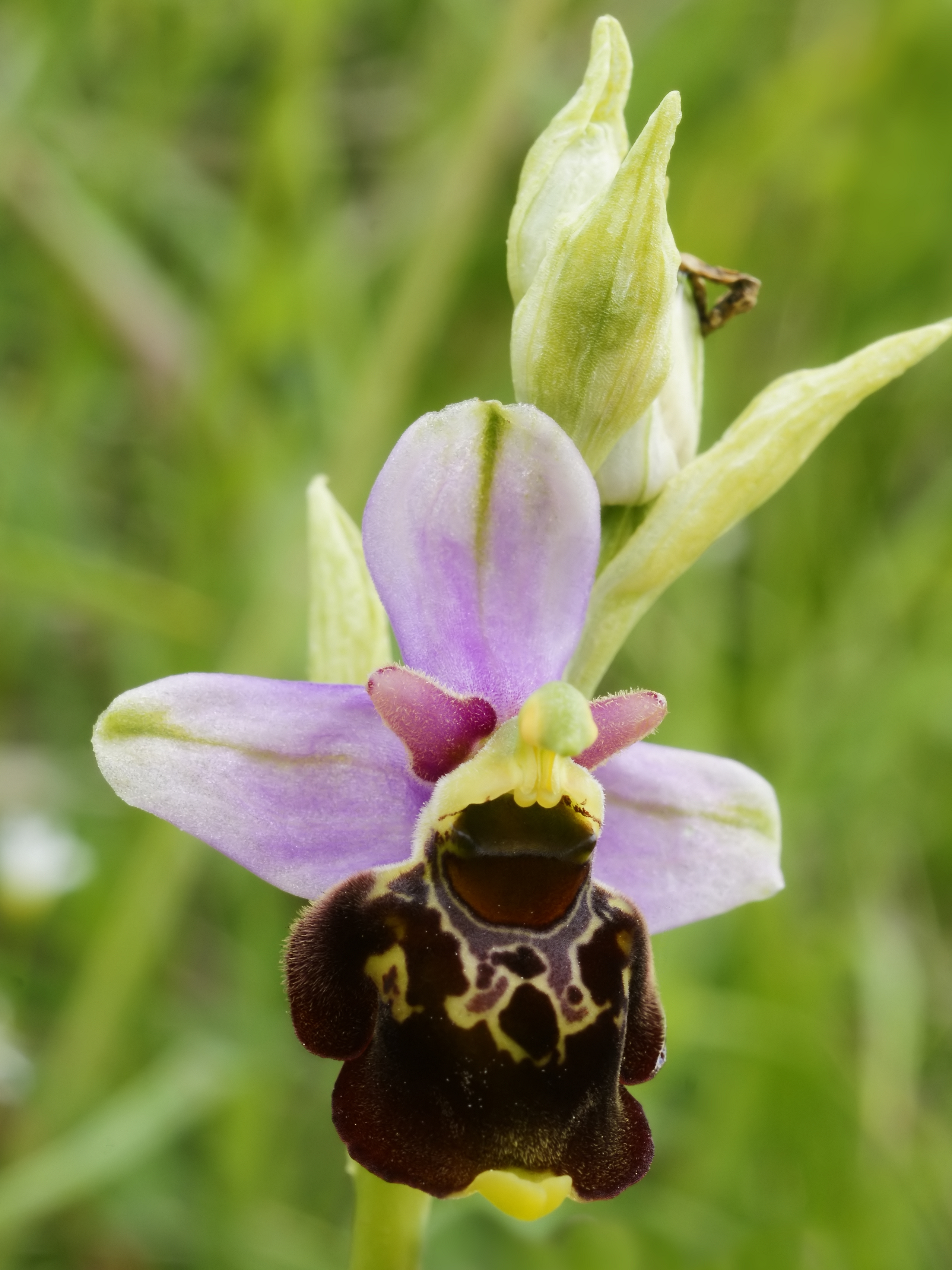
bloem

De bloemen zijn 2–3 cm groot, met drie roze tot witte kelkbladen of sepalen en twee kleinere, donkerder gekleurde kroonbladen of petalen. De lip is min of meer bolvormig, bruin tot purper, behaard en met een opvallende wit tot geel x-vormig speculum. Onderaan de lip is een opvallend geel aanhangsel zichtbaar.
De bloeitijd is van begin mei tot begin juli.

## Voortplanting
De hommelorchis lokt zijn bestuivers door zijn vorm, die ruwweg op een vrouwelijk insect lijkt, en door geurstoffen. Bestuiving gebeurt vreemd genoeg niet door hommels, maar door langhoornbijen en door bepaalde zweefvliegen.
Voor meer details over de voortplanting, zie spiegelorchis.

## Habitat
De hommelorchis komt voor op zonnige kalkgraslanden, hooilanden en puinhellingen. Hij prefereert volle zon of lichte schaduw.

## Voorkomen
De hommelorchis is een soort van Midden-Europa, die voorkomt van het zuiden van Groot-Brittannië tot aan de Middellandse Zee. Hoe zuidelijker, hoe meer variatie er te vinden is in de bloemvorm en -tekening. In Zuid-Europa komen er verschillende ondersoorten voor.
In België is de hommelorchis bekend van de vallei van de Viroin. In Vlaanderen is hij vermoedelijk uitgestorven. In Nederland is hij onbekend.

## Verwante en gelijkende soorten
De hommelorchis behoort tot het geslacht van de spiegelorchissen, zoals de bijenorchis, de vliegenorchis, de sniporchis en de spinnenorchis. Hij lijkt sterk op de bijenorchis, maar kan daarvan onderscheiden worden door het aanhangsel aan de lip, dat duidelijk zichtbaar naar voor wijst. Bij de bijenorchis wijst dit aanhangsel naar achter en is van vooraan gezien niet zichtbaar. De vliegenorchis heeft smallere bloemen en een typische gedeelde lip, en de spinnenorchis onderscheidt zich door de groene kelk- en kroonbladen.

## Bedreigingen en bescherming
Net als alle orchideeën van kalkgraslanden wordt de hommelorchis voornamelijk bedreigd door de drie V’s van de natuurbescherming: Verdroging, Verzuring en Vermesting, en door verlies van biotopen in het algemeen. Daarnaast zijn kleine populaties bijzonder kwetsbaar voor plukken.
De hommelorchis staat op de lijst van wettelijk beschermde planten in België en wordt integraal wettelijk beschermd. Op de Vlaamse Rode Lijst (planten) wordt de hommelorchis vermeld als 'uitgestorven in Vlaanderen'.

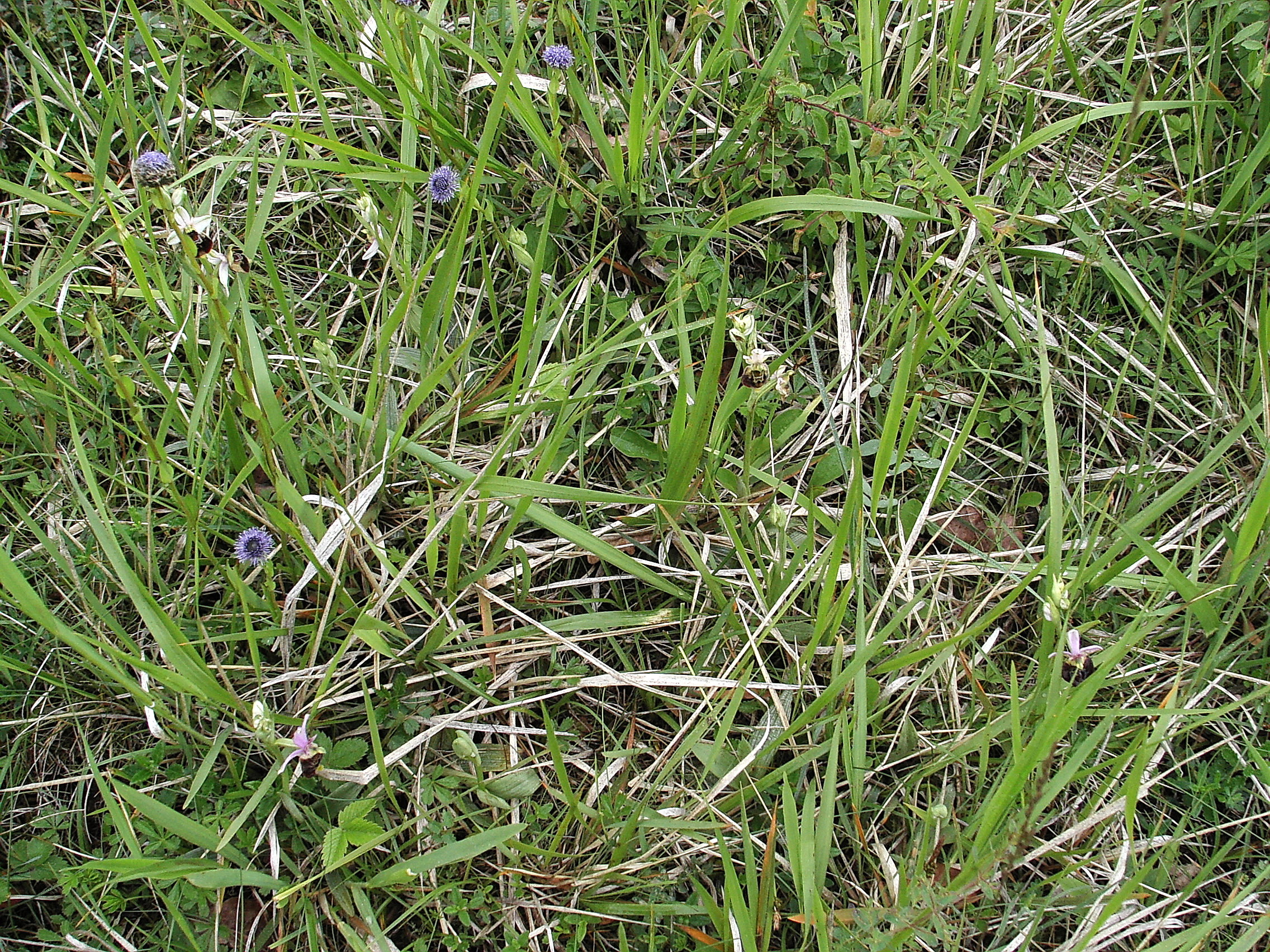
kalkgrasland, Viroin (België)
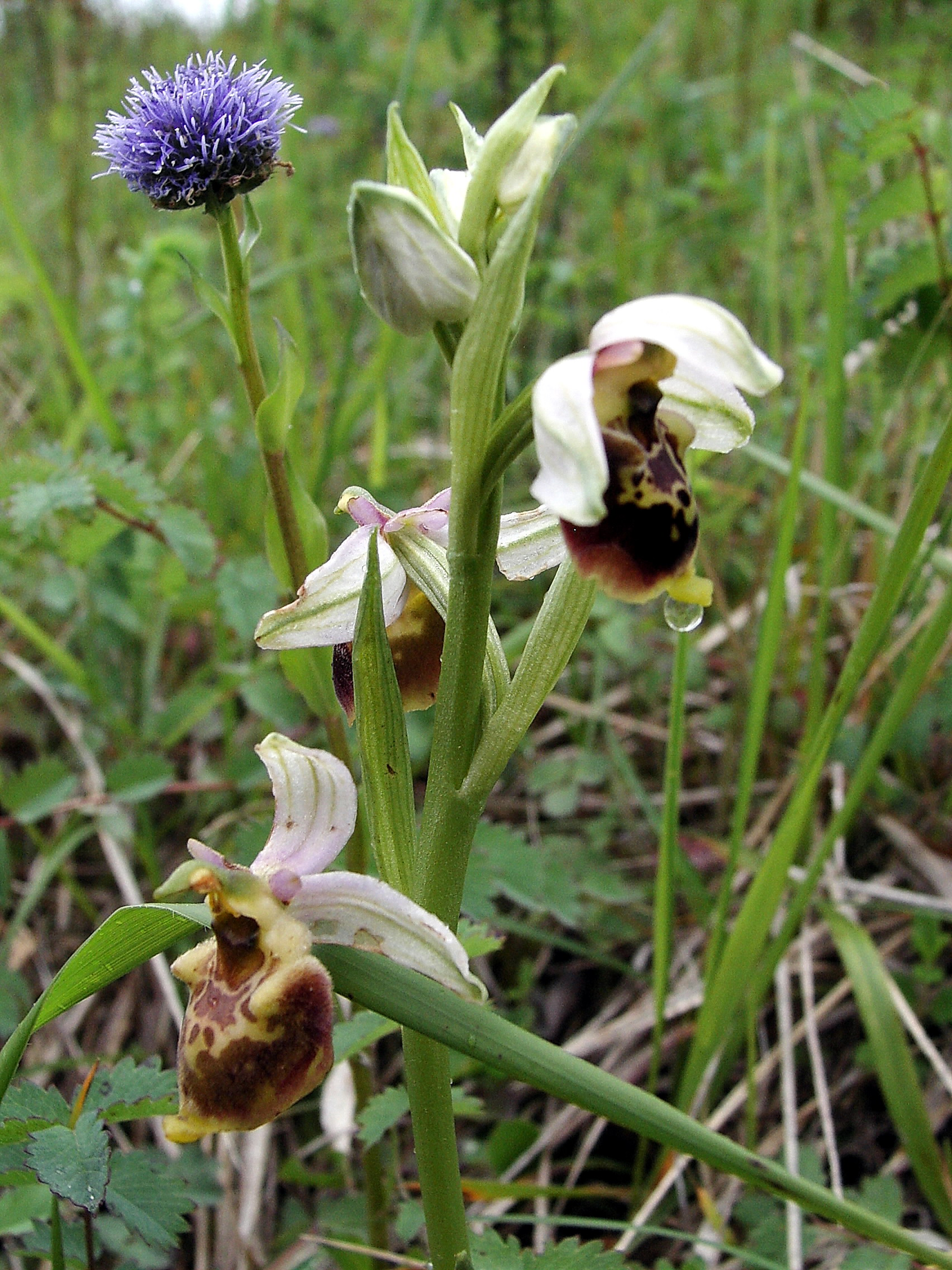
kalkgrasland, Viroin (België)